# Megalania

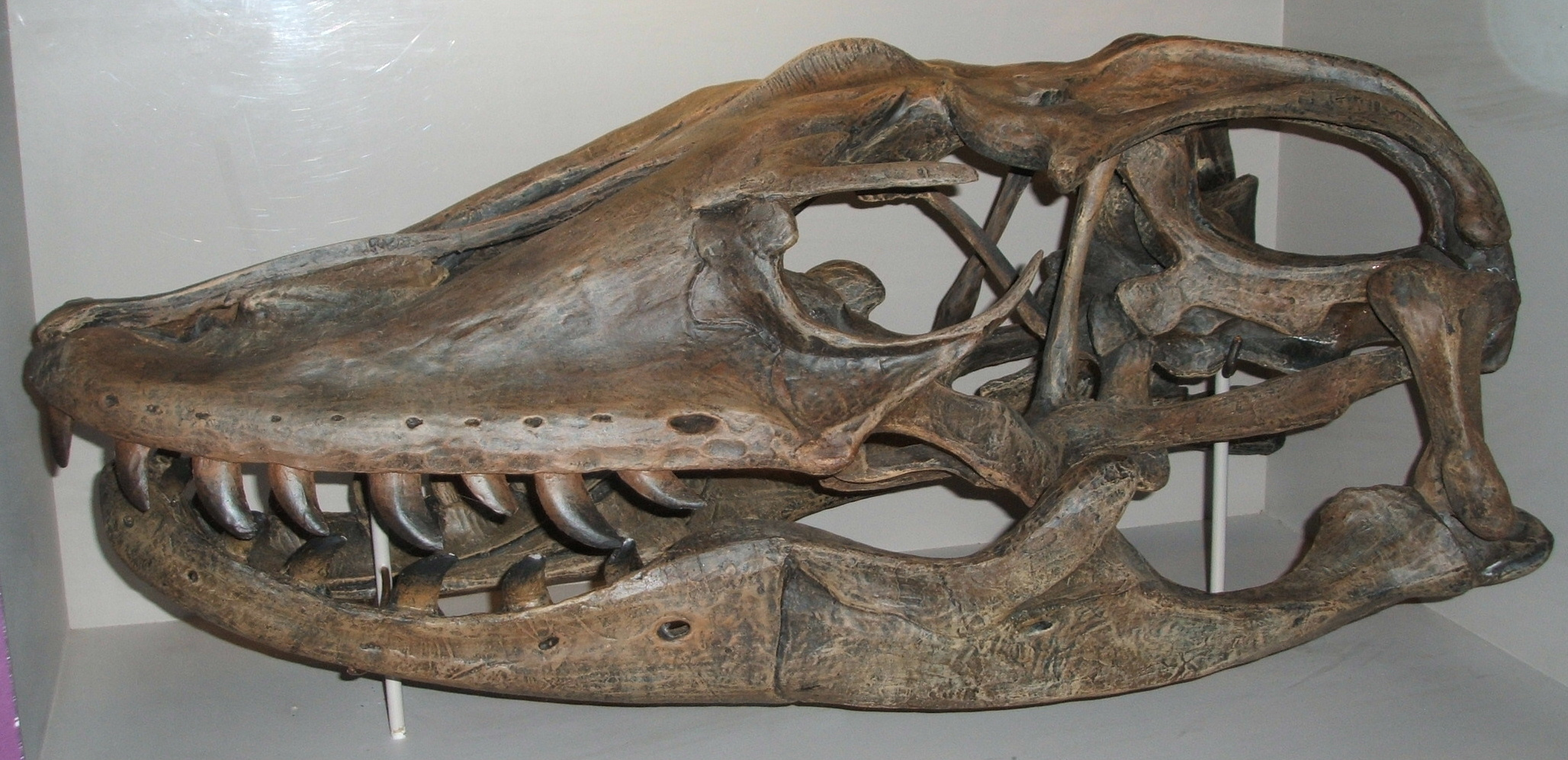
Craniu de Megalania, de aproximativ 74 cm lungime la Museum of Science din Boston.

Megalania (Megalania prisca sau Varanus priscus) este o specie extinctă de varan, strămoșul varanului de Komodo. El cântărea 3-4 tone și 7-8 metri lungime. El trăia în Australia pe vremea Pleistocenului.

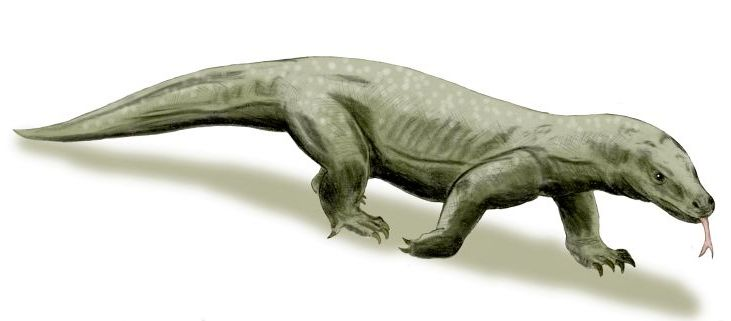
Varanus priscus, reconstituire